# Ekkart Arbeit
Ekkart Arbeit (* 1941) ist ein deutscher Sportwissenschaftler und Leichtathletiktrainer.

## Leben
Arbeit studierte an der Deutschen Hochschule für Körperkultur (DHfK) in Leipzig. In seiner 1965 angenommenen Diplomarbeit bearbeitete er das Thema „Die Grundlagen der Elektromyographie, und die Abhängigkeit des EMG-Globaleffektes von der Größe äußerer Kraftmomente“. 1971 schloss er an der DHfK seine Doktorarbeit (Titel: „Biomechanische Analyse der Technik des Speerwurfes“) ab. Arbeit gehörte zu den Verfassern des 1974 erschienenen Buches „Biomechanik sportlicher Bewegungen“.
Von 1982 bis 1988 war Arbeit beim Leichtathletikverband der Deutschen Demokratischen Republik leitender Trainer für die Wurfdisziplinen. Von 1989 bis Februar 1990 war er Cheftrainer des DDR-Leichtathletikverbandes. Gegenüber der Schweizer Zeitschrift Sport erachtete er im Jahr 1989 nicht die „medikamentösen Aufrüstung“ als „Zukunft der Leichtathletik, sondern in der Erforschung des menschlichen Kopfes, in der Erforschung seines Nervensystems und seines Stoffwechsels“.
1989 veröffentlichte er in der Zeitschrift Der Leichtathlet den Artikel „Tendenzen der Entwicklung im Speerwurf der Männer nach dreijährigem Einsatz des Neuen. Analysen, Trends und Aussagen“.
Nach dem Ende der DDR war Arbeit als Leichtathletiktrainer beziehungsweise -berater zunächst in Italien, Griechenland und Israel tätig. Mitte der 1990er Jahre war er mehrere Wochen lang Fitnessberater des West Hartlepool Rugby Union Club in Großbritannien. Zudem veröffentlichte er in den Jahren 1996 und 1998 in der Zeitschrift IAAF new studies in athletics Aufsätze über den Speerwurf und trainingswissenschaftliche Verläufe.
Im September 1997 einigte sich Arbeit mit dem Leichtathletikverband Australiens auf einen Vierjahresvertrag als Cheftrainer. 130 Athleten drückten öffentlich ihren Unwillen aus, mit Arbeit zusammenzuarbeiten, australische Zeitungen forderten einen Verzicht auf die Einstellung des Deutschen. Auch das australische Parlament befasste sich mit der Personalie Ekkart Arbeit. Im November 2007 erklärte Andrew Thompson, Australiens Minister für Sport und Fremdenverkehr, dass es zwischen dem australischen Leichtathletikverband und Arbeit nicht zu einem Vertragsabschluss gekommen sei. Thompson sprach am 20. November 1997 von einer „Affäre um Dr. Ekkart Arbeit“ und betonte, man werde „zum Schutz des Ansehens des Landes in Sachen Sport und drogenfreiem Sport“ kein Steuergeld zwecks Auszahlung Arbeits einsetzen. Arbeit wies die Anschuldigungen, er sei in den Missbrauch von Dopingmitteln im Sport verwickelt gewesen, zurück. Dem Internetsportdienst insidethegames.biz nach bestreitet Arbeit, Sportlern jemals persönlich Dopingmittel gegeben zu haben. Die damalige australische Regierung unter Premierminister John Howard blockierte letztlich Arbeits Anstellung als Cheftrainer des Leichtathletikverbandes.
Von Manfred Höppner, dem früheren stellvertretenden Leiter des Sportmedizinischen Dienstes der DDR, wurde Arbeit die Förderung von Dopingpraktiken vorgeworfen. Dem Spiegel sowie dem Molekularbiologen und Anti-Doping-Kämpfer Werner Franke zufolge, die sich auf Unterlagen des DDR-Ministeriums für Staatssicherheit beziehen, soll Arbeit in der DDR unter dem Decknamen „Klaus Tisch“ für das MfS Berichte über Ärzte, Trainer und Athleten angefertigt haben. In den Unterlagen seien zudem Dopingprotokolle von Sportlern enthalten, die von Arbeit betreut worden seien.
2002 erhielt Arbeit das Angebot, als Chefberater des südafrikanischen Leichtathletikverbandes tätig zu werden, nach kritischen Berichten gegen seine Person in südafrikanischen Medien nahm der Deutsche im Juli 2002 jedoch Abstand von dem Angebot.
Er arbeitete in der Vorbereitung auf die Olympischen Sommerspiele 2004 mit der britischen Siebenkämpferin Denise Lewis zusammen. 2003 räumte Arbeit gegenüber der englischen Zeitschrift The Telegraph ein, in den 1980er Jahren Teil des staatlich gelenkten Dopingsystems in der DDR gewesen zu sein, was er bedauere und wofür er keine Entschuldigung suche. Arbeit betonte ebenfalls, seit 1989 eine deutliche Anti-Doping-Haltung an den Tag gelegt zu haben und im Rahmen des Ethikkodex der IAAF zu arbeiten.
2006 wurde Arbeit dann vom südafrikanischen Leichtathletikverband als Berater eingestellt, um die Leichtathletikmannschaft des Landes auf die Olympischen Spiele 2008 vorzubereiten, was erst im Juni 2007 in der Öffentlichkeit bekannt wurde. Der Vorsitzende des südafrikanischen Leichtathletikverbandes betonte, Arbeit sei in Deutschland nicht verurteilt worden, man habe es mehr mit Anschuldigungen als mit Fakten zu tun. Im September 2010 wurde Arbeit seitens der Zeitung The Citizen vorgeworfen, den Mannschaftsarzt angewiesen zu haben, eine südafrikanische Sprinterin mit dem von der WADA als verdächtig eingestuften, aber nicht auf der Dopingliste geführten Mittel Actovegin zu versorgen. Die Zeitung bezog sich auf einen forensischen Bericht.
Später übernahm Arbeit das Diskuswurftraining seines Enkels Jakob Arbeit.